# Авіда
Аві́да (Abida або Abi'dah, з івриту — батько знання; знаючий) — біблійний персонаж зі Старого Завіту, один з п'яти синів Мідіяна, сина Авраама та Хеттури (1Хр. 1:33), брат Ефи, Ефера, Еноха (Enoch) та Елдая (Eldaah), батько Худіно, прадіда Їтро.
Відповідно до біблійного словника Істона, лідер арабського племені.